# Невский лесопарк
Не́вский лесопа́рк — лесной массив в Свердловском городском поселении Всеволожского района Ленинградской области площадью 600 га.
Также Невским лесопарком называется гораздо более обширный лесной массив (несколько тысяч га), занимающий всю северную часть Свердловского городского поселения и южную часть Заневского сельского поселения.

## География
Невский лесопарк расположен к юго-востоку от Санкт-Петербурга, в южной части Всеволожского района. Название получил от протекающей рядом с ним реки Нева.
Граничит:
- с севера — с посёлками Рабочий и Красная Заря,
- с юга и запада — с Невой,
- на востоке — с полями Посёлка имени Свердлова.

По лесопарку протекает речка Чёрная. В западной части лесопарка расположены усадьба Богословка, Покровская церковь и деревня Невский Парклесхоз.
Ближайшие станции метро —  «Улица Дыбенко» и  «Ломоносовская».

## История
Во время Великой Отечественной войны Невский лесопарк оказался в зоне сплошного артобстрела, в результате которого полегло около 90 % его деревьев. За последующие десятилетия, в результате интенсивных работ по восстановлению, лесопарк вновь обрёл красоту и объём, утраченные в войне, однако в последние годы он вновь пришёл в запустение. В первой половине 1990-х годов на территории лесопарка совершил 3 убийства петербургский маньяк, старший сержант УВД по петербургскому метрополитену Павел Шувалов.
В южной части лесопарка расположены усадьба «Богословка» и кладбище военных моряков у места стоянки эсминца «Стройный».

## Текущий статус
В настоящее время[когда?] ведутся разбирательства вокруг спорного изменения статуса лесопарка, который недавно вывели из списка земель лесного фонда: теперь вместо Минприроды лесопарк находится в ведении Росимущества.